# 山口美江
山口 美江（やまぐち みえ、1960年〈昭和35年〉9月20日 - 2012年〈平成24年〉3月7日）は、日本のテレビキャスター、タレント、実業家。

## 概要
神奈川県横浜市中区出身。上智大学外国語学部比較文化学科（現 国際教養学部）を卒業した。社長秘書などを経て『CNNヘッドライン』でテレビキャスターを務めた。その後はタレントとして活動するが、1996年に一時芸能活動を離れ、実業家としての活動を本格化させた。2006年からソルトアースに所属。

## 来歴

### 生い立ち
祖父はドイツ人。小学校から高校まで横浜のサンモール・インターナショナル・スクールに学んだ。
上智大学在学中の1980年10月31日にズームイン!!朝!（日本テレビ）のワンポイント英会話に偶然出演した経歴があった。
大学卒業後は、外資系化粧品メーカーのエスティローダーでマーケティングを担当したり、ワーナー・ブラザースで社長秘書を務めた後、通訳として働く。

### 芸能活動
1987年、テレビ朝日『CNNヘッドライン』のニュースキャスターとしてタレントデビュー。
同年にフジッコ・漬物百選のCMに起用される。このCMは日々仕事に追われるキャリアウーマン役の山口が社内のエレベーターで一人だけになった際に「あー、しば漬け食べたい」とポツリと呟くもので、山口はこのキラーフレーズ「しば漬け食べたい」で一躍脚光を浴び、フジテレビ『FNN NEWSCOM』、毎日放送『世界まるごと2001年』、関西テレビ『たけしのここだけの話』などの情報、バラエティ番組の司会やテレビドラマにも多く出演していた。インターナショナル・スクールに学んだため英語が堪能で、元祖バイリンギャルと呼ばれた。

### 実業活動
1996年5月に体調不良のため芸能活動を休止、9月に芸能界を一時引退。些細なことで芸能リポーターに追いかけられたためと本人は述べている。
1998年に横浜中華街に輸入雑貨店「グリーンハウス」を開店（2011年5月26日閉店）。
2004年に父親がアルツハイマー病を発症。後に、壮絶な介護生活を送っていたことを明かした（母親は山口が16歳の時に亡くなっている）。その父親は2006年9月に亡くなった。晩年は介護を通し学んだ経験をもとに講演会・トークショーを行っていた。
2012年3月8日、連絡が取れなくなったことを不審に思った親族が、自宅にて孤独死の状態で息を引き取っているのを見つけた。死因ははっきりせず心不全とのみ報道された。ペットにパグとポメラニアンを飼っており前日の7日には近所の住民が犬の散歩をしている姿を目撃していたという。51歳没。生涯独身だった。同年1月27日に放送された「爆報! THE フライデー」が生前最後のテレビ出演となった。

## 人物
潔癖症
自他共に認める潔癖症。
趣味・嗜好
納豆が苦手。そのため、自身が司会を務めていた『鉄腕!DASH!!』（1996年1月放送）の中で、TOKIOが山口美江に気に入ってもらえるよう、コーヒー豆など大豆以外の様々な豆を利用した納豆作りを行う企画を行ったことがあるが、苦手克服には至らなかった。中でも、モヤシを使った「もやし納豆」が臭いが強烈なため『鉄腕!DASH!!』の番組名物ともなった。
芸能活動
女優としての仕事もこなしているが、演技の勉強をしたことがないため「苦手」としている。「しば漬け」のCMに出演し、一躍有名になった山口に、フジテレビのプロデューサー三宅恵介が、明石家さんまが主演するコメディードラマ「心はロンリー気持ちは「…」VII」のマドンナとして出演してほしいとオファーを出し続けた。山口は「演技は全くの素人ですが、それでもよろしいですか？」と念を押した上で条件を出したが、出演を快諾した。
多くの番組で共演したビートたけしは、山口の芸能活動について「頭も良くて見た目も良い人が、お笑いをやったのが衝撃的で凄いなと思った」と述懐しており、山口を「間を読むのが上手い人」と評した上で、「橋渡しが上手いというか、勘がいいのかな」と語っている。

## 出演

### テレビ番組
報道番組
| 期間               | 期間               | 番組名                        | 役職       | 担当日     |
| ------------------ | ------------------ | ----------------------------- | ---------- | ---------- |
| 芸能界デビュー当初 | 芸能界デビュー当初 | CNNヘッドライン（テレビ朝日） | MC         | 平日       |
| 1990年4月9日       | 1990年9月26日      | FNN NEWSCOM（フジテレビ）     | キャスター | 月～水曜日 |
| 1990年10月1日      | 1991年3月28日      | FNN NEWSCOM（フジテレビ）     | キャスター | 月～木曜日 |

情報・バラエティ・特別番組など
- 第20回日本歌謡大賞（フジテレビ）司会
- たけしのここだけの話（関西テレビ）
- 世界まるごとバナナ（毎日放送）
- 旅〜出会いと別れ〜（フジテレビ）- 1976年11月4日放送
- それいけ!!ココロジー（よみうりテレビ）
- たけし・所のドラキュラが狙ってる（毎日放送）
- なるほど!ザ・ワールド（フジテレビ）
- 緊急UFOソ連現場取材!!ビートたけしVS矢追純一UFO対決（日本テレビ）1989年12月31日
- 関口宏のサンデーモーニング（TBS）1990年1月1日
- 木曜スペシャル「決定版!!これが宜保愛子の霊能力だ!」（1991年7月4日、日本テレビ）- 司会
- タモリのボキャブラ天国（フジテレビ）
- 天才・たけしの元気が出るテレビ!!（日本テレビ、1991年12月 - 1995年9月）
- オールスター激走・チキチキパニック大レース（1995年10月10日、午後7時、テレビ朝日系）[10]
- ビートたけしのお笑いウルトラクイズ（日本テレビ）
- 鉄腕!DASH!!（日本テレビ）※深夜時代のみ司会を担当
- 嗚呼!バラ色の珍生!!（日本テレビ）
- 噂的達人（TBS）
- クイズダービー（TBS）末期の準レギュラー制も含め、回答者で2回（6勝10敗）、ギャンブラー席で3回出演｡
- 炸裂!生テレフォン（読売テレビ）やしきたかじんと共に司会
- 太田光の私が総理大臣になったら…秘書田中。（日本テレビ）※医療・介護がテーマのときを中心に出演し、自身の介護体験を交えた議論を行っていた[11]
- 世界まるごとHOWマッチ（毎日放送）
- 世界まるごと2001年（毎日放送）
- 進め!電波少年（日本テレビ）
- 世界の超豪華・珍品料理（フジテレビ）
- 愛川欽也の不思議ミステリーツアー（テレビ東京）

ドラマ
- 海岸物語 昔みたいに… （1988年4月6日 - 6月22日、TBS） - 田宮信子 役
- 心はロンリー気持ちは「…」VII（1988年5月13日、フジテレビ）
- 消えた箱船（1988年8月14日、TBS）[12]
- 教師びんびん物語 SPびんびん物語（1988年10月6日、フジテレビ）
- シリーズ・男の決断 / ザ・ディーラー （1988年10月9日 - 23日、テレビ朝日）
- ドラマ23 OL博徒（1988年10月17日 - 20日、TBS） - 中上川良子（緋牡丹のお龍） 役 ※主演
- 年末年始ホテル物語 懲りない客たち大集合!（1988年12月30日、TBS）
- 赤ひげ（1989年4月1日、TBS） - 天野ちぐさ 役
- おしえてあげたい!（1989年4月5日 - 5月10日、TBS） - 河島桐子 役 ※斉藤慶子、高木美保とともに主演
- 春までの祭（1989年4月6日、フジテレビ）
- 六月の花嫁シリーズ「ヴァージンロード」（1989年6月27日、日本テレビ） - ※主演
- ドラマチック22（TBS）
  - 日本はどうなるシリーズ「ザ・教育費」（1989年11月4日） - 富田恵子 役
  - 日本はどうなるシリーズ「お嬢さま教育」（1990年9月8日）
  - 「高田純次の“究極の選択”・2つの妻を持つ男」（1990年1月13日） - 結城じゅん 役
  - 「なかよし」（1990年3月3日）
  - 「なかよし・恋の手ほどき」（1990年12月15日）
- なまいきスチュワーデス物語（1989年11月6日、TBS） - 三原結花 役
- 京の旅 鴨川べり女の宿（1990年1月29日、TBS）
- 黒い目撃者（1990年2月5日、TBS） - 玲子 役 ※主演[13]
- 初夏の磐梯高原・魚葬（1991年5月6日、関西テレビ）
- 世にも不思議な怖い話「幽霊同窓会」（1991年8月6日、テレビ朝日） ※主演
- お兄ちゃん（1991年10月14日、TBS）
- 鎌倉恋愛委員会（第10回・Bパート）「サザン・ウインド」（1991年12月10日、TBS） ※主演
- 素敵にダマして!（1992年4月15日 - 6月24日、日本テレビ） -
- ニュースなあいつ（1992年7月4日 - 9月19日、よみうりテレビ） - 植松玲子 役
- 弁護士富田茂作 42歳の純情 妻よ、娘よ、誰が好きで貧乏するか！ブキッチョ人生泣き笑い（1993年6月14日、TBS）
- だまし愛（1993年6月29日、朝日放送）
- 精神外科医2（1993年9月13日、TBS)

### 映画
- あ・うん（1989年） - 芸者 まり奴 役

### CM
- 丸井（1979年）
- 日本コカ・コーラ カナダドライ・ジンジャーエール（1982年）
- フジッコ（つけもの百選）
- 三菱電機（MAXY）
- 花王 ビオレクレンジングウォッシュ
- ハウス食品 わっしょい（ラーメン）

### 著書
- 山口美江サマーセーターブック（1991年2月、日本ヴォーグ社）ISBN 978-4529021197
- 山口美江という「私」（1994年7月、サンドケー出版局）ISBN 978-4914938307
- 山口美江がそっと教える小さなお店を成功させる15のヒント（2001年10月、ベストセラーズ）ISBN 978-4584186367
- 女ひとりで親を看取る（2008年1月、ブックマン社）ISBN 978-4893086785

### 作詞
- 平塚文子「BACON,HAM AND SCRAMBLED EGGS」（『あぶない刑事』挿入曲）
- 久野かおり「Time Is Up」（『たけしのここだけの話』エンディングテーマ曲）
- 杉山清貴「what rain can do to love」（アルバム「beyond...」）

### その他
- C-C-B アルバム『僕たちNo-No-No』 - 収録曲「ラストステップ」の間奏で、フランス語で囁く女性の声を担当。報酬はカツ丼のみという条件だったにもかかわらず快く引き受けた。
- 岡村靖幸 シングル「だいすき」のPVに、妖艶な美女役で、チョコレートを食べながら出演。
- 小林明子 シングル「恋におちて -Fall in love-」の英語詞を担当。